# 楼上洞
楼上洞（ヌサンどう、ヌサンドン）は、ソウル特別市鐘路区にある法定洞である。行政洞の清雲孝子洞の管轄。北には玉仁洞、東には楼下洞・弼雲洞、南には社稷洞・毋岳洞、西には弘済洞と接している。

## 洞名の由来
楼上という地名は、楼閣洞の上にあることから由来する。

## 歴史
朝鮮初期に漢城府北部順化坊、1751年（英祖27年）に漢城府北部順化坊司宰監契に属し、1894年（高宗31年）、甲午改革で行政改編の時は漢城府北署順化坊上牌契が楼閣洞に該当する地域だった。
1914年、行政区域統廃合により楼閣洞の一部が楼上洞になり、1936年4月、洞名が日本式地名に変更されて楼上町になった。1943年4月、区制実施で鐘路区楼上町になったが、1946年、大日本帝国の残滓清算の一環として町が洞に変わるとき、楼上洞になった。

## 名所
仁王山の曲城（別称、コブン城）にトゥンバウィ（別称、浮石）、プチョバウィ、タリバウィ、白蓮バウィ、ポンバウィなどがあり、弼雲洞、楼下洞、玉仁洞一帯が含まれた地域に仁慶宮、白虎亭、祠である臥竜堂などがあった。仁慶宮は1676年（光海君9）～1682年に建て始め、仁祖反正で中断になり、1692年（仁祖11）に一部を撤去し昌慶宮の建立に使用して、残りの殿閣は孝宗の時まであったが、粛宗と英祖の時に無くなって、民家が立て込んだ。臥竜堂は諸葛亮を奉じた所で、日本統治時代 （日帝強占期）の末期に廃止された。プチョバウィは仏のように、白蓮バウィは蓮華のように、ポンバウィは虎のようにできていることから名称が由来した。